# Таро, сын дракона
«Таро, сын дракона» (яп. 龍の子太郎 Тацу но ко Таро:) — полнометражный аниме-фильм производства студии Toei Animation по японской сказке «Приключения Таро в стране гор» японской писательницы Миёко Мацутани, выпущенный на киноэкран в 1979 году.

## Сюжет
Бездельник и лежебока Таро любил только поесть, поспать и поиграть с лесными зверями, пока случайно не узнал, что его давно пропавшая мама жива, но она превратилась в красивого дракона. Мальчик отправляется на поиски матери, чтобы снять заклятие, и по пути помогает всем нуждающимся, будь то жители его родной деревни или невероятные существа, обитающие в близлежащих горах…

## Создатели
- Сценаристы — Кириро Ураяма, Такаси Мицуи, Исао Такахата
- Режиссёр-постановщик — Кириро Ураяма
- Режиссёр-мультипликатор — Осаму Касай
- Художники-постановщики — Ёити Котабэ, Рейко Окуяма, Исаму Цутида
- Композитор — Риитиро Манабэ
- Продюсер — Ясуо Ямагути

## Роли озвучивали
| Персонажи      | Японская версия | Русский дубляж      |
| -------------- | --------------- | ------------------- |
| Таро           | Дзюнъя Като     | Алина Тарасова      |
| Ая             | Мина Томинага   | Мария Бондаренко    |
| Тацуя          | Саюри Ёсинага   | Людмила Гуськова    |
| Красный демон  | Кадзуо Кумакура | Александр Фильченко |
| Чёрный демон   | Кадзуо Китамура | Николай Шмаргун     |
| Ниватори-тюдзя | Кадзуо Китамура | Александр Фильченко |
| Яманба         | Кирин Кики      | Александр Фильченко |

На русский язык фильм впервые был дублирован на киностудии имени А. Довженко.
Фильм повторно дублирован компанией «Reanimedia» по заказу Cinema Prestige в 2009 году.
- Режиссёр дубляжа, звукорежиссёр, диктор — Александр Фильченко
- Переводчик, автор русского синхронного текста — Лидия Куликова
- Автор текстов песен — Артём Толстобров

## Премьеры
- — национальная премьера состоялась 17 марта 1979 года[2].
- — в советском прокате с мая 1981 года[3]
- — с 4 сентября 1983 года фильм демонстрировался в Германской Демократической Республике[2].
- — с 18 февраля 2010 года — релиз на DVD в России[4].